# Contea di Laurens (Georgia)
La contea di Laurens (in inglese Laurens County) è una contea dello Stato della Georgia, negli Stati Uniti. La popolazione al censimento del 2000 era di 44 874 abitanti. Il capoluogo di contea è Dublin.